# Якутская губерния
Яку́тская губе́рния — административно-территориальная единица РСФСР в 1920—1922 годах. Губернский город — Якутск.
Образована 21 августа 1920 года из Якутского района Иркутской губернии решением Сибревкома, восстановившего административную самостоятельность Якутии на правах губернии.
27 апреля 1922 года Якутская губерния была преобразована в Якутскую АССР в составе РСФСР, включившую в себя территорию Якутской губернии без района Нижней Тунгуски (который вошёл в состав Киренского уезда Иркутской губернии), Хатанго-Анабарский район Енисейской губернии, Олёкминско-Сунтарскую волость Киренского уезда Иркутской губернии и все острова Северного Ледовитого океана, расположенные между меридианами 84° и 140½° восточной долготы.
В настоящее время большая часть этой территории входит в Республику Саха (Якутия).